# Laury Thilleman
Laury Thilleman (Brest, 1991. július 30. –) francia újságíró, modell, színésznő és szépségkirálynő, a Miss France 2011 cím birtokosa. A legjobb 10 közé került a Miss Universe 2011 versenyen.
2011-ben Bretagne-t képviselte hazája szépségkirálynő-választásán, ahol elnyerte a címet, így részvételi jogot szerzett a São Paulo-ban rendezett Miss Universe 2011 nemzetközi versenyre, amelyet Leila Lopes angolai szépségkirálynő nyert meg.
Thilleman szerepelt a Danse avec les stars táncos tévéműsor 4. évadában, ahol partnerével, Maxime Dereymezzel a 7. helyet érték el.
A Brest Business School diplomáját szerezte.

## Fordítás
- Ez a szócikk részben vagy egészben  a   Laury Thilleman című angol Wikipédia-szócikk ezen változatának fordításán alapul.  Az eredeti cikk szerkesztőit annak laptörténete sorolja fel. Ez a jelzés csupán a megfogalmazás eredetét és a szerzői jogokat jelzi, nem szolgál a cikkben szereplő információk forrásmegjelöléseként.